# Vincenzo Scamozzi
Vincenzo Scamozzi (Vicence, 2 septembre 1548 - Venise, 7 août 1616) est un architecte et un scénographe vénitien de la seconde moitié du XVIe siècle et du début du XVIIe siècle. Éclectique dans son travail, il a été actif dans sa ville natale et dans la république de Venise.

## Biographie

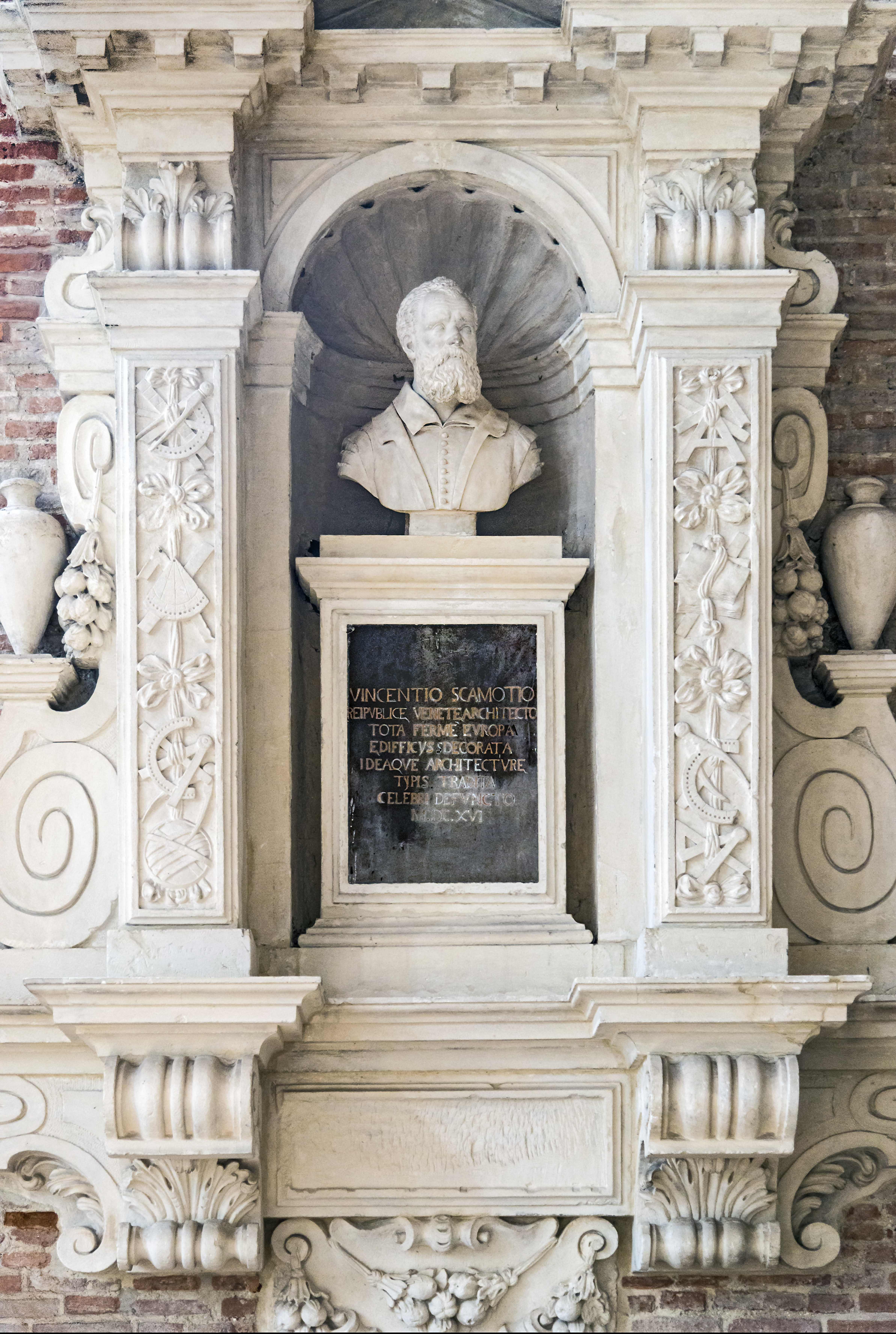
Monument à Vincenzo Scamozzi.

Élevé par son père Gian-Domenico, entrepreneur lié à l'architecte Sebastiano Serlio, Vincenzo Scamozzi s'établit à Venise en 1572. Il y étudie les interprétations du trattato De architectura di Vitruvio de Daniele Barbaro et d'Andrea Palladio, dont il devient le disciple. Il effectue de nombreux voyages en Italie et en Europe. Retourné à Vicence, il réalise avec son père une série de palais et de villas dans da province natale, terminant certains travaux de Palladio après sa mort en 1580 (les plus célèbres sont la Villa Rotonda et le Teatro Olimpico). Il termine son exercice d'architecte à Venise où il s'est réinstallé en 1580, à Castelfranco Veneto et à Bergame.
Baldassare Longhena fut de ses élèves. Il a écrit un des plus importants traités de l'époque, La idea dell’architettura universale (1615), qui fut longtemps adopté comme l'ouvrage fondamental des architectes de son temps et qui fut diffusé dans tout le nord de l'Europe.

## Héritage
Vincenzo Scamozzi, ne s'est jamais marié et ne laissa pas de fils. Il institua dans son testament un legs pour permettre aux étudiants dépourvus de moyens d'étudier l'architecture, à l'unique condition qu'ils prennent son nom et ses principes. Presque deux siècles après, Ottavio Bertotti Scamozzi (it) put ainsi devenir, grâce à cet héritage éclairé, un important et studieux architecte de son temps.

## Œuvres
- 1568-1575 : villa Ferramosca (pour Girolamo Ferramosca), Barbano de Grisignano di Zocco, avec Giandomenico Scamozzi.
- 1569 : palazzo Godi, Vicence (projet).
- 1572-1593 : palazzo Thiene-Bonin, Vicence.
- 1574-1615 : palazzo Verlato Putin (it) (pour Leonardo Verlato), Villaverla (Vicence).
- 1575 : palazzo Caldogno, Vicence.
- 1575-1578 : villa Pisani (it), Lonigo (Vicence).
- 1576-1579 : palazzo Trissino-Trento (it) (pour Pierfrancesco Trissino), Vicence (avec Giandomenico Scamozzi).
- 1580 : villa Priuli (pour Francesco Priuli), Treville de Castelfranco Veneto.
- 1580-1584 : villa Nani Mocenigo (it) à Canda.
- 1580-1592 : villa Capra dite La Rotonda, Vicence (sur la structure d'Andrea Palladio, reprise de la coupole).
- 1581-1586 : église Saint-Gaëtan (Padoue).
- 1581-1599 : Procuratie Nuove, piazza San Marco, Venise (sur un projet de Francesco Smeraldi et ensuite en 1663 de Baldassarre Longhena.
- 1582 : palazzo Cividale, Vicence
- 1582-1591 : bibliothèque de San-Marco, Venise (sur le projet de Jacopo Sansovino).
- 1584-1585 : scène du Théâtre olympique, Vicence.
- 1586-1605 : villa Foscarini Rossi (it) à Stra, Venise (sur le projet de Palladio).
- 1588 : villa Cornaro, Poisolo de Treville, Castelfranco Veneto (Trévise) (reconstruction).
- 1588-1590 : teatro all'Antica de Sabbioneta (pour le duc Vespasiano Gonzaga), Sabbioneta.
- 1590 : villa Contarini (pour Girolamo Contarini), Loreggia, Padoue.
- 1590-1595 : église San Nicolò da Tolentino, Venise.
- 1591-1595 : statuaire de la République de Venise, antichambre de la Bibliothèque de San-Marco.
- 1591-1594 : couvent Saint-Gaëtan-de-Thiene, monastère de Padoue.
- 1591-1595 : villa Cornaro (pour Girolamo Cornaro), Piombino Dese, Padoue.
- 1591-1597 : villa Duodo (it) e Cappella de San Giorgio, Monselice, Padoue.
- 1592 : palazzo Duodo, Venise.
- 1592-1616 : palazzo Trissino al Corso (it) (pour Galeazzo Trissino), Vicence.
- 1593 : forteresse de Palmanova, Frioul-Vénétie Julienne.
- 1594-1600 : villa Bardellini (pour Valerio Bardellini), Monfumo (Trévise) (détruite).
- 1596 : villa Ferretti (it) (pour Girolamo Ferretti), Riviera del Brenta, Sambruson del Dolo, Venise.
- 1596-1597 : villa Cornaro, Piombino Dese, Padoue.
- 1597 : villa Molin (pour Nicolò Molin), Mandria, Padoue.
- 1597 : palazzo Priuli Cornaro, Padoue.
- 1597-1598 : villa Priuli, Carrara de Due Carrare, Padoue.
- 1597-1598 : villa Godi, Sarmego de Grumolo delle Abbadesse (Vicence).
- 1601 : palazzo Bo, façade de l'université, Padoue.
- 1601-1606 : san Giacomo de Rialto, Venise (autel della Scuola degli Orefici, avec Girolamo Campagna).
- 1601-1636 : Chiesa e Ospedale de San Lazzaro dei Mendicanti, Venise.
- 1604-1611 : projet pour le Palazzo Nuovo de Bergame (complément du dessin initial par Ernesto Pirovano en 1927).
- 1604-1612 : projet pour la cathédrale de Saint-Rupert-et-Saint-Virgile, Salzbourg, Autriche (complété entre 1614 et 1628 par Santino Solari).
- 1605 : basilique dei Santi Giovanni e Paolo, Venise (porte de la sacristie avec Alessandro Vittoria).
- 1605-1616 : villa Duodo, Monselice, Padoue (et la chapelle pour la via Romana).
- 1607-1611 : façade de San Giorgio Maggiore, Venise.
- 1607-1616 : villa Cornaro del Paradiso, Castelfranco Veneto.
- 1609 : villa Trevisan (it) (pour Domenico Trevisan), San Donà di Piave, Padoue.
- 1609-1616 : palazzo degli Scrigni, a Santrovaso sur le Grand Canal, Venise.
- 1614 : palais Loredan Vendramin, Venise (aile est, démolie en 1659 et reconstruite en 1660).

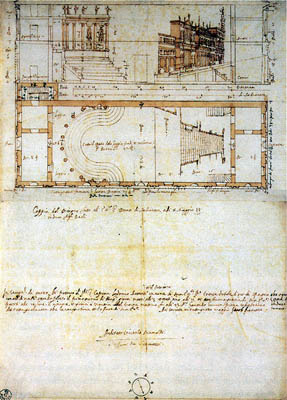
Croquis préparatoire pour le théâtre Sabbioneta.
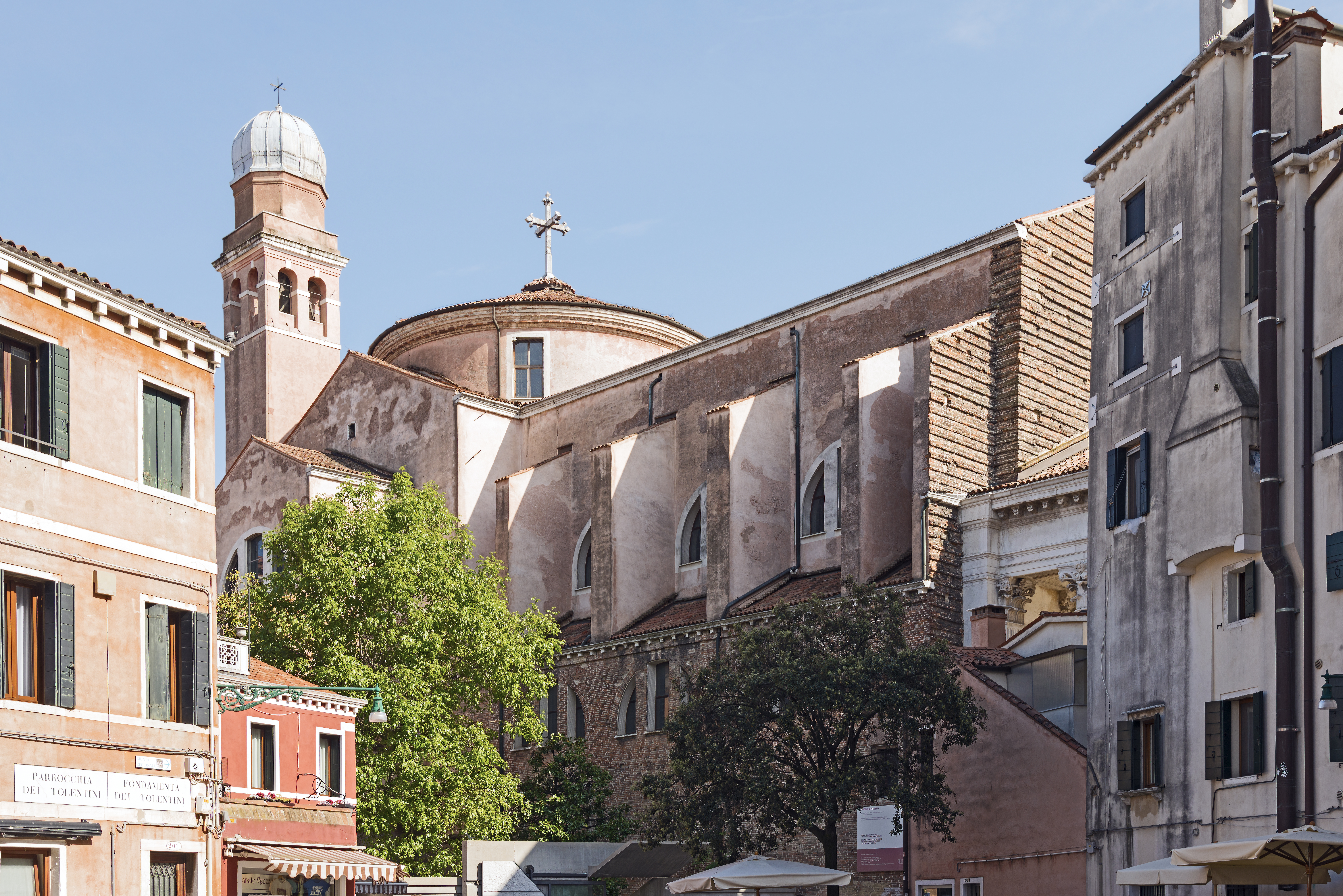
San Nicola da Tolentino.
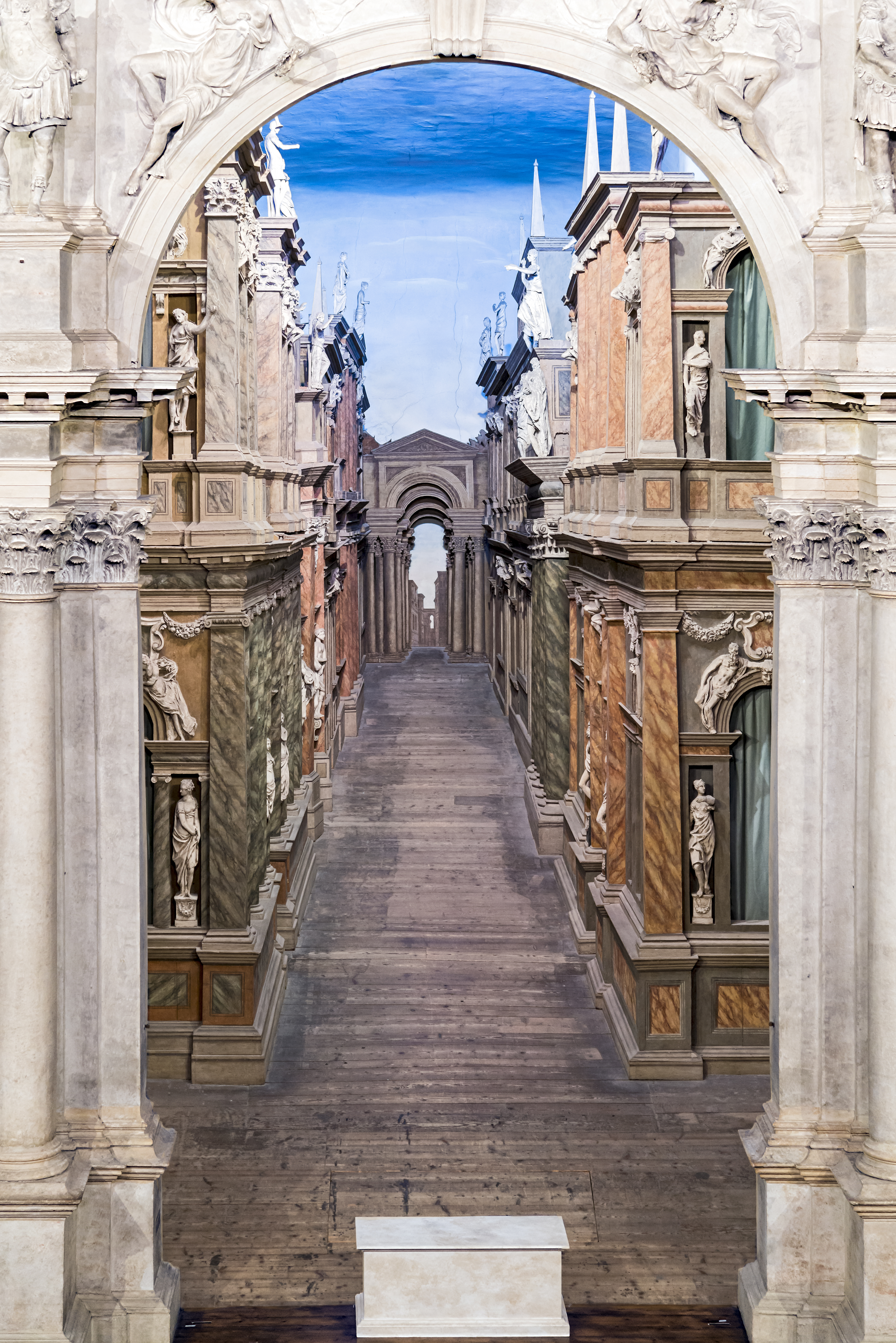
Scène du Teatro Olimpico de Vicence.
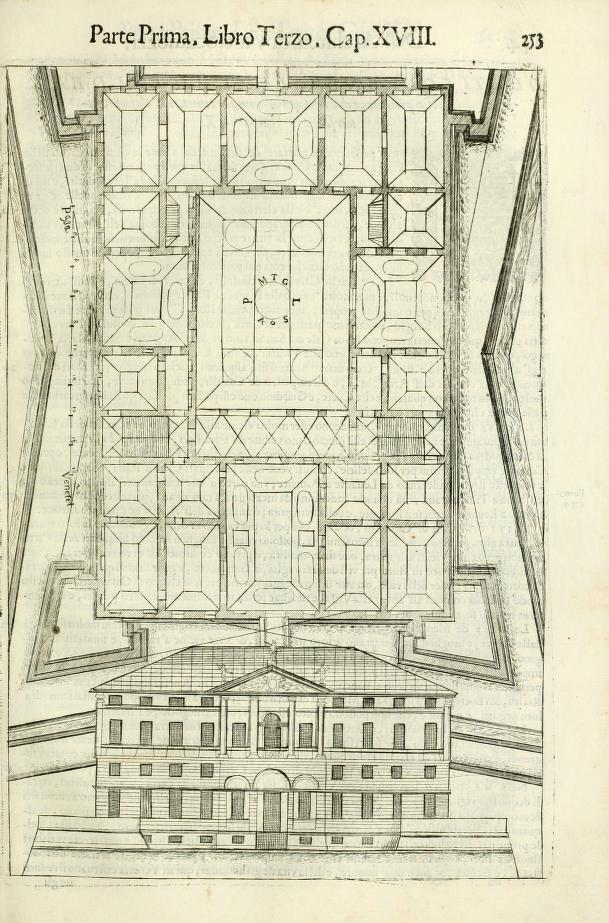
Le Château de Zbaraj présenté in L’idea della architettura universale.
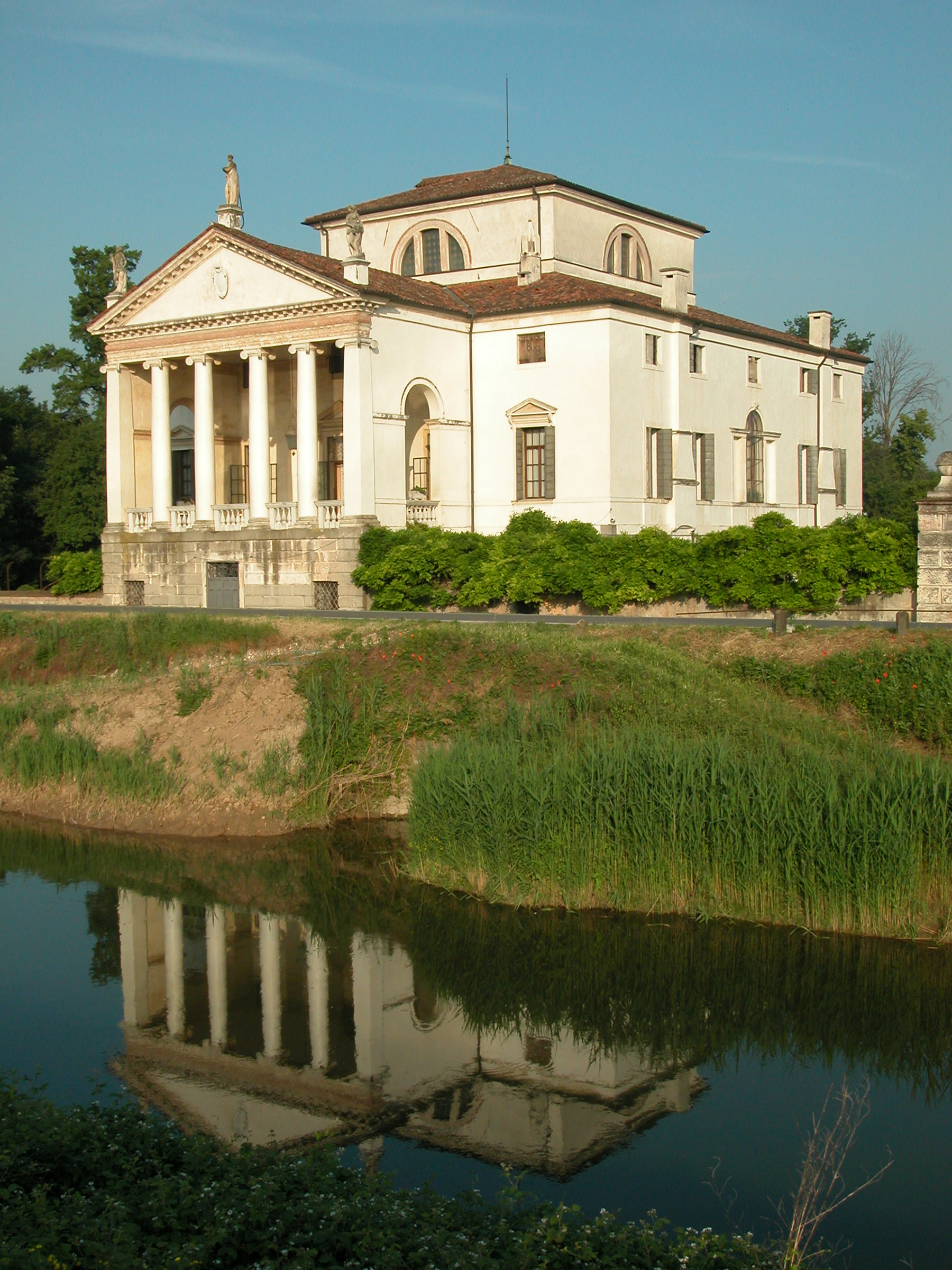
Villa Molin à Mandria, Padoue.
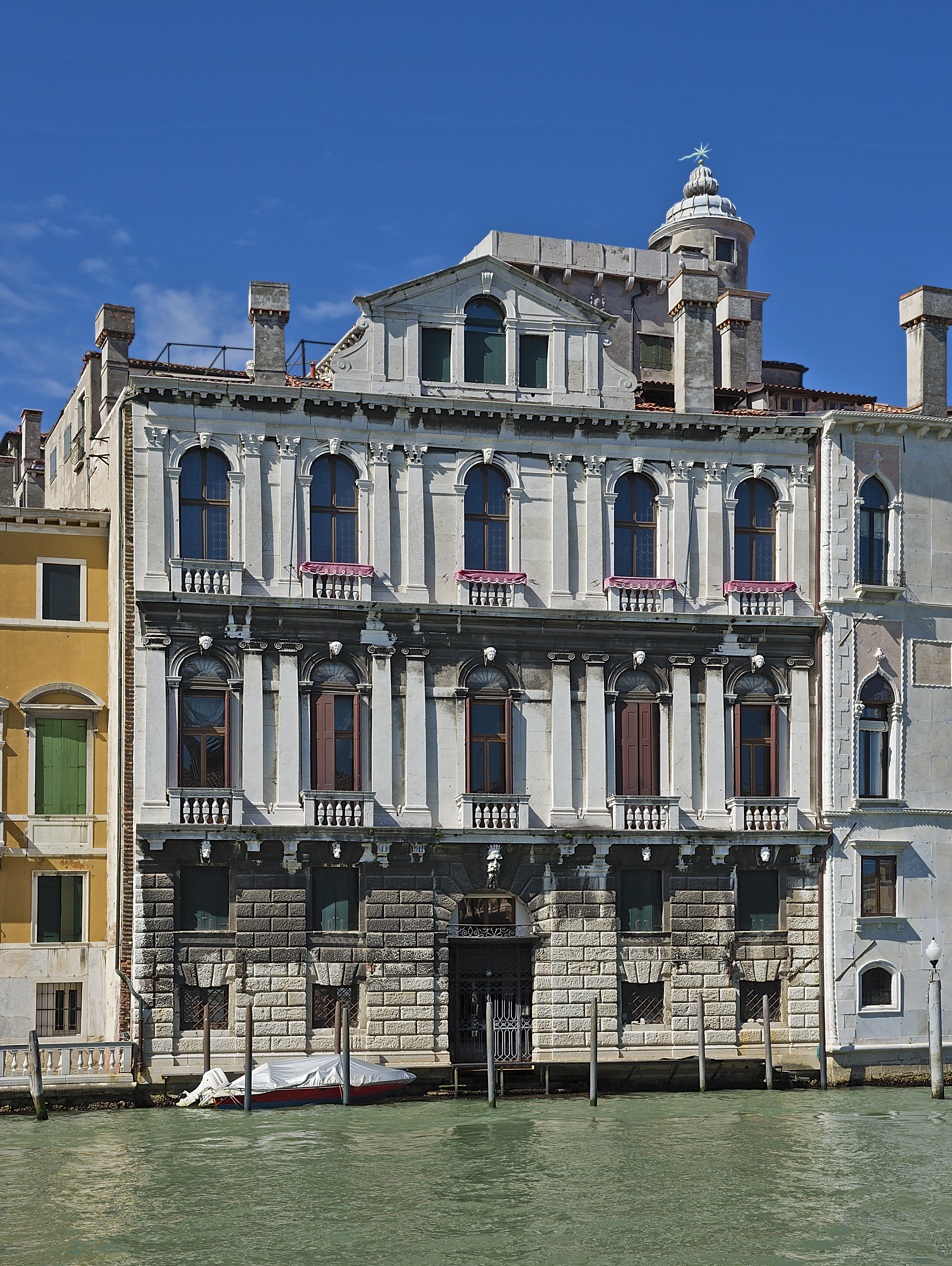
Palazzo Contarini degli Scrigni à Venise.
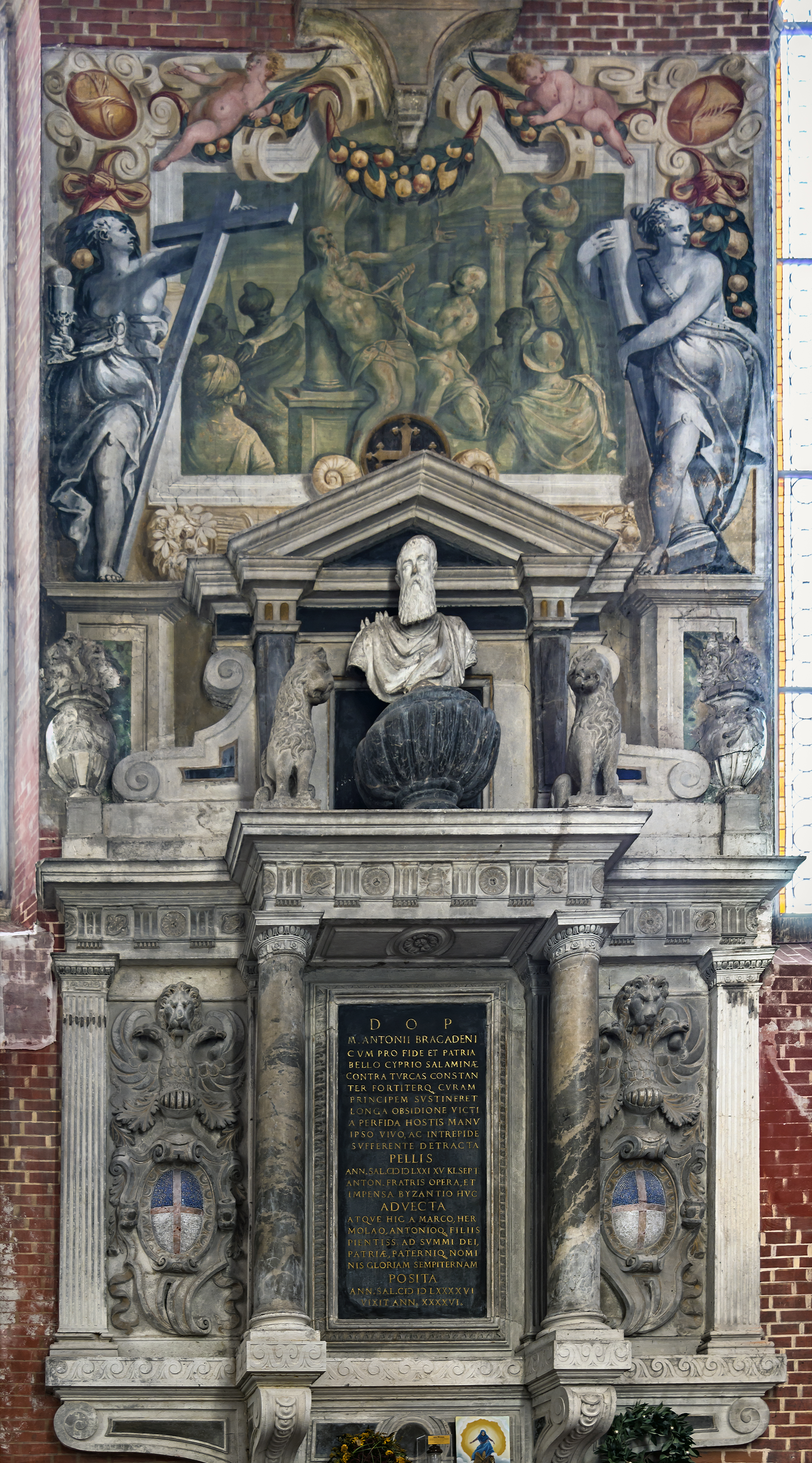
Monument à Marcantonio Bragadin.

## Publications
- L'idea della architettura vniversale, 1615 (lire en ligne).
- Dell'idea della architettura universale, per Girolamo Albrizzi, Venezia, 1714 (lire en ligne).
- Les Cinq ordres de colomnes et plusieurs pièces d'architecture tirées du très excellent architecte Vincent Scamozze et autres très nécessaire à ceux qui font profession de cet art, & principalement pour les sculpteurs, tailleurs de pierre, maçons, menuisiers, ..., chez Jean Boisseau, Paris, 1646 (lire en ligne).
- Oeuvres d'architecture de Vincent Scamozzi vicentin, architecte de la republique de Venise, contenuës dans son idée de l'architecture universelle : dont les regles des cinq ordres, que le sixième livre contient ont été traduites en françois par Mr Augustin-Charles d'Aviler, architecte du roi Très-Chrétien, & le reste traduit nouvellement par Mr Samuel Du Ry, ingénieur ordinaire de Leurs Hautes Puissances les seigneurs États Généraux des Provinces Unies, chez Pierre Vander, à Leide, 1713.

## Sources
- (it) Cet article est partiellement ou en totalité issu de l’article de Wikipédia en italien intitulé « Vincenzo Scamozzi » (voir la liste des auteurs).